# 崔轮我
崔轮我（韓語：최윤아，1985年10月24日—），韩国篮球运动员、教练，现任Busan BNK Sum教练。她曾代表韩国参加2008年夏季奥运会女子篮球比赛。她也参加了2006年亚洲运动会，最终获得第四名。